# Grégory Allione
Grégory Allione, né le 25 juillet 1971 à Toulon dans le département du Var, est un officier sapeur-pompier professionnel et homme politique français.
En huitième position sur la liste "Besoin d'Europe" menée par Valérie Hayer, il est élu député au Parlement européen à l'issue des élections européennes de 2024. Il siège au sein du groupe Renew Europe.

## Biographie
Grégory Allione grandit dans le village de Pignans.
Il exerce différents métiers dans sa jeunesse en appui d'un artisan plombier - électricien durant les vacances scolaires, puis il travaille comme manœuvre avec un maçon, comme ouvrier agricole dans des domaines viticoles puis comme éboueur l’été à Pignans.
Marqué à 14 ans par le décès de quatre sapeurs-pompiers du Luc, le 31 juillet 1985, dans le feu du massif du Tanneron, il décide de s'engager comme sapeur-pompier volontaire 4 ans plus tard. Il suit les traces de son père, Gilles Allione, qui conjugue son métier d’ouvrier chez un marchand de matériaux avec son engagement de sapeur-pompier volontaire, dans la caserne des sapeurs-pompiers de Pignans; Gilles Allione sera ensuite président de l’association départementale des réserves communales de sécurité civile et des comités communaux des feux de forêt.

### Début de son engagement comme sapeur-pompier
Grégory Allione s’engage comme sapeur-pompier volontaire en mai 1989, l’année de ses 18 ans, à Pignans (caserne rue de l’Annonciade).
Il est présent sur le terrain des opérations contre les incendies comme sapeur-pompier volontaire durant les feux de forêt des années 1989 - 1990 sur la Côte d'Azur.
En 1989, Grégory Allione débute son engagement dans le réseau associatif des fédéral des sapeurs-pompiers France.

### Parcours universitaire
En 1996, il obtient le diplôme universitaire et technologique en gestion d’entreprise et administration.
Il poursuit ses études tout en réussissant le concours externe de lieutenant de sapeurs-pompiers, et obtient également une maîtrise des sciences de gestion à l’université de Toulon.
En 2013, il obtient un Master 2 Droit économie gestion, mention Études politiques, spécialité́ Management de l’information stratégique à l'Institut d’Études politiques d’Aix-en-Provence.

## Carrière de sapeur-pompier

### Formation de sapeur-pompier
En 1998, il intègre la 17e promotion de Formation initiale de capitaine de sapeurs-pompiers professionnels à l'École nationale supérieure des officiers de sapeurs-pompiers située, à l'époque, à Nainville-Les-Roches. En 2002, il obtient le brevet risques chimiques à l'Ecole d'Application de la Sécurité Civile (ECASC) à Valabre. Marqué par les incendies qui ont touché le département du Var et la région Provence-Alpes-Côte d'Azur, il approfondit ses connaissances stratégiques jusqu'à obtenir, en 2002, le niveau 5 en matière de lutte contre les feux de forêt 2002, à l'Ecole d'Application de la Sécurité Civile (ECASC) à Valabre devenu le centre national de formation agréé par le ministère de l’Intérieur en matière de lutte contre les feux de forêts et de plongée subaquatique.
En 2005, Grégory Allione obtient une formation en management, en évaluation des agents et des fiches de postes pour assurer les missions administratives et techniques dans le cadre de sa fonction de chef de centre de secours de Saint-Raphaël. Essentiel dans le parcours d'un officier, Grégory Allione obtient le brevet de prévention à l'École nationale supérieure des officiers de sapeurs-pompiers à Paris. En 2007, il s'engage dans une formation à la conduite de projets, de réunions et gestion des conflits.
Il intègre la 12e promotion de formation d’adaptation à l’emploi de chef de groupement en 2008 à l'ENSOSP à Nainville-les-Roches
Grégory Allione intègre la 10e promotion de formation d’adaptation à l’emploi de directeur départemental en 2012 à Aix-en-Provence, nouveau site de l'ENSOSP.

### Parcours professionnel
Rentré comme sapeur-pompier volontaire en 1989 dans le département du Var, à la caserne de Pignans, il est lauréat du concours externe de capitaine de sapeurs-pompiers professionnels en 1996, durant son service national alors qu'il était sergent instructeur à l’UIISC7. Il est recruté en 1997 comme capitaine de sapeur-pompier professionnel par le service départemental d'incendie et de secours du Var (SDIS 83) ; il devient responsable de l’administration et des finances du SDIS 83, puis nommé responsable de la communication institutionnelle et de crise de ce même établissement.
De 2001 à 2005, il est affecté comme chef de centre de secours principal de Fréjus Saint-Raphaël (Var).
De 2005 à 2010, il prend la fonction de chef du centre de secours principal de Brignoles (Var).
En Janvier 2010, alors promu au grade de lieutenant-colonel, il devient conseiller social du directeur général de la sécurité civile et de la gestion des crises. Durant cette fonction, il devient l'interlocuteur des partenaires sociaux, en étant rattaché au directeur des sapeurs-pompiers. Il participe aux projets structurant des sapeurs-pompiers en lien avec les directions du ministère de l’Intérieur et interministérielles. Sa mission réside également dans son rôle d'interlocuteur et de relais essentiel avec les services départementaux d'incendie et de secours.
En mai 2012, il devient colonel de sapeurs-pompiers, et on lui confie le rôle de conseiller sécurité civile du ministre de l’Intérieur, où se sont succédé Manuel Valls et Bernard Cazeneuve.
En octobre 2014, Grégory Allione, devenu contrôleur général, est nommé directeur départemental du service d'incendie et de secours des Bouches-du-Rhône (Pompiers 13), composé de 7 500 sapeurs-pompiers professionnels et volontaires répartis dans 60 centres de secours, répondant à près de 150 000 interventions par an.
A l'issue du congrès national des sapeurs-pompiers de France à Nancy en 2022, il est nommé directeur de l'ENSOSP par Gérald Darmanin et y sera promu inspecteur général.

### Parcours opérationnel
Successivement commandant des opérations de secours sur des opérations d’envergure (feux, feux de forêt, inondations, tempêtes, feux industriels, feux de bâtiments, secours routier…), il devient, en 1998, chef de poste de commandement et de secteur.
Affecté dans le Var dans les années 2000, Grégory Allione est engagé en qualité de chef de colonne en renfort extra-départemental sur les feux de forêt des Bouches-du-Rhône, du Vaucluse, du Gard et de Corse et les inondations (Gard, Aude, Bouches-du-Rhône).
Grégory Allione est commandant des opérations de secours l'incendie du 10 août 2016 sur le virulent feu de Rognac dans les Bouches-du-Rhône déclenché par un feu de mégot de cigarette. Alors que plusieurs feux sont en cours à Martigues, Fos-sur-Mer et Port-Saint-Louis-du-Rhône, départ de feu à Rognac, qui s’étendra sur plusieurs communes (Vitrolles, Aix-en-Provence, les Pennes-Mirabeau…), et sera arrêté aux portes de Marseille. La zone commerciale de Plan-de-Campagne protégée.
Au total, près de 1 500 sapeurs-pompiers étaient engagés, 3 300 hectares parcourus par les flammes, et plusieurs maisons et bâtiments touchés par le feu.
Le 14 juillet 2022, il commandant des opérations de secours sur le feu de la Montagnette. 1 600 hectares parcourus et un extraordinaire patrimoine sauvé des flammes (Saint-Michel-du-Frigolet, abbaye de chanoines prémontés implantée depuis des siècles).
Il commande les opérations du feu de bacs d’hydrocarbures (LyondellBasell) le 14 juillet 2015. L’engagement des sapeurs-pompiers des Bouches-du-Rhône sur cette intervention vaudra, au drapeau du Corps départemental des sapeurs-pompiers des Bouches-du-Rhône, la médaille pour acte de courage et dévouement, échelon argent.

### Engagement dans les missions d'appui de sécurité civile en France et à l'international
Grégory Allione a participé à plusieurs Missions d'Appui de Sécurité Civile (MASC). En décembre 1999 en France métropolitaine à la suite de la tempête Martin en Charente-Maritime. En octobre 2010 en territoire français d'outre-mer la Réunion, il est engagé en qualité de chef de la MASC sur les feux de forêt du plateau du Maïdo, au cœur du parc national de la Réunion. En janvier 2020 en Australie. En début d'année 2020, l’Australie vient de connaître l’année la plus sèche de son histoire avec des précipitations en baisse de 40%. Les feux de brousse éclatent en Australie dès septembre 2019. Conjuguées à des vents modérés, la chaleur et la faible humidité font grimper l’évapotranspiration. Il est constaté un dessèchement inédit de l’écosystème. Le réchauffement climatique abaisse le seuil de déclenchement d'un événement majeur. Les Australiens parlent rapidement de « Black summer ». En sa qualité de directeur départemental des sapeurs-pompiers des Bouches-du-Rhône, de responsable pédagogique du niveau 5 Feux de Forêt à l'ECASC de Valabre, et de président de la Fédération nationale des sapeurs-pompiers de France, il intègre une mission d’évaluation dans le cadre de la relation bilatérale France-Australie, avec quatre autres experts français du feu de végétation. La mission a permis d'estimer les besoins des Australiens et de proposer une expertise opérationnelle européenne.

### Engagement dans la formation des sapeurs-pompiers
En 1996 et 1997, Grégory Allione est sergent instructeur à l’unité́ d’instruction et d’intervention de la sécurité civile N°7. Grégory Allione intègre en 2013 l’équipe pédagogique pour l’encadrement des formations de lutte contre les feux de forêt de niveau 5 (formation sommitale en matière de lutte contre les feux de forêt, FDF5) à l’ECASC. En 2015, il devient directeur des formations FDF5 à l’ECASC.
Au service départemental d'incendie et de secours des sapeurs-pompiers des Bouches-du-Rhône, il fait évoluer l’école départementale des sapeurs-pompiers basée à Velaux, en un centre de formation départemental.

### Engagement associatif
- 1989 : Grégory Allione intègre le réseau associatif des sapeurs-pompiers de France, avec l’amicale des sapeurs-pompiers de Pignans puis l’Union départementale du Var (UDSP 83) en qualité de trésorier.
- 2003 : il intègre le conseil d’administration de la FNSPF.
- 2015 : intègre le comité exécutif de la Fédération nationale des sapeurs-pompiers de France, comme vice-président sous la présidence de Eric Faure.
- 2018 à 2022 : Grégory Allione est élu président de la Fédération nationale des sapeurs-pompiers de France[17], à l’occasion du congrès national des sapeurs-pompiers organisé dans l'Ain, à Bourg-en-Bresse, en 2018 à l'unanimité des 409 votants.
- Sous sa présidence se tient le 127e congrès national des pompiers de France, à Marseille. Congrès qui accueillait plus de 100 000 visiteurs. Le congrès national des sapeurs-pompiers de France 2021 s'est conclu par des échanges de discours entre Grégory Allione et Emmanuel Macron[18], président de la République, devant l'ensemble des sapeurs-pompiers de France[19]. Une des annonces phares, est l'expérimentation des plateformes uniques pour les numéros d'urgence en 2022 dans certains départements[20]. Sous son mandat, le soutien de la FNSPF pour la proposition de Loi Matras, a permis de promulguer cette loi le 25 novembre 2021. Cette loi vise à consolider le modèle de sécurité civile et valoriser le volontariat des sapeurs-pompiers et les sapeurs-pompiers professionnels. Alors que la guerre en Ukraine se déclencha, Grégory Allione lança la mission "Pompiers de la Paix" pour venir en aide aux sapeurs-pompiers ukrainiens[21] engagés sous les bombes, en leur fournissant du matériel de secours et de lutte contre les incendies grâce à l'élan de solidarité entre les sapeurs-pompiers de France[22].
- 2018 à 2022: président de l’Oeuvre des pupilles orphelins de sapeurs-pompiers de France..
- Crise Covid-19 en 2020 - 2021: en sa qualité de chef de corps des sapeurs-pompiers des Bouches-du-Rhône et de président de la FNSPF, il apporte son soutien aux collectivités et au préfet en mettant en place les tests et dépistages dans le département des Bouches-du-Rhône[23]. Il y organise les zones de stockage et distribution équipements sécurité depuis le centre de formation départementale, devenue une base logistique et de fabrication de gel hydroalcoolique. Durant la campagne de vaccination : Grégory Allione propose au président de la République, Emmanuel Macron, à la veille de la présentation de sa stratégie vaccinale par le gouvernement[24], la participation des services d’incendie et de secours à cette vaccination de masse[25]. En lien avec l’Agence régionale de santé et les collectivités, les Pompiers13 (notamment les équipes du service de santé et de secours médical) relèvent le défi de la vaccination. Médecins et infirmières du Sdis 13 forment les sapeurs-pompiers pour administrer le vaccin. En 36 heures, l’ouverture d’un vaccinodrome est faite pour accueillir d’abord les plus de 75 ans, les personnes à très haut risque, les 50-74 ans « vulnérables » et les professionnels de santé, implanté au gymnase de Coudoux. 312 000 personnes y seront vaccinées contre le Covid-19. Pour renforcer la campagne de vaccination, il s'emploie à mettre en œuvre le "Vaccibus" sur le Tour de France 2021[26].

## Engagement politique
Lors des élections européennes de 2024, il figure en position éligible à la huitième position sur la liste menée par Valérie Hayer,,. Il est élu le 9 juin à l'issue du scrutin.

## Distinctions et hommages

### Décorations nationales
- Chevalier de la Légion d'honneur (Décret du 14 avril 2017)[31]
- Médaille de la sécurité intérieure, or agrafe "sapeur-pompier" (Bulletin officiel du ministère de l'intérieur du 15 octobre 2022)[32]

## Publications

### Ouvrages
- Sapeurs-pompiers, un engagement au quotidien, 2021, Paris, Editions du Rocher,  (ISBN 2268106136). Ce livre rend hommage à ces « héros du quotidien », à ces « soldats de l'humanité », à leur discipline, leur dévouement, leur générosité, et dénonce les violences dont ils sont de plus en plus souvent victimes.

### Interventions radiophoniques
- Grégory Allione sur France Inter

- Ressource relative à la vie publique :   - Parlement européen